# Bristol Jupiter
A Bristol Jupiter egy Nagy-Britanniában kifejlesztett léghűtéses, egykoszorús, kilenc hengeres csillagmotor. Az 1920-as, 1930-as években széleskörűen alkalmazott repülőgépmotor volt, több országban folyt a gyártása licenc alapján. Franciaországban Gnome-Rhône Jupiter, Lengyelországban PZL Bristol Jupiter, Olaszországban Alfa Romeo 126–RC35, a Szovjetunióban M–22 néven gyártották.

## Története
A motor tervezése még az első világháború utolsó éveiben kezdődött el a Cosmos Engineering vállalatnál Roy Fedder vezetésével. A gyártása 1918-ban kezdődött el, de a háborút követően a repülőgépmotorok iránti kereslet visszaesése miatt a cég 1920-ban csődbe ment, és a Bristol Aeroplane Company vásárolta meg. A Bristol folytatta a Jupiter gyártását, amely kora egyik legmegbízhatóbb repülőgépmotorja volt. Gyártása egészen 1930-ig folyt. A Bristol Jupiter továbbfejlesztett, feltöltővel ellátott nagyobb teljesítményű, de kisebb löketű – ezáltal kisebb méretű – változata volt a Bristol Mercury. A Jupiter méreteinek megfelelő továbbfejlesztett motor az 1927-ben elkészült Bristol Pegasus volt.

## Műszaki jellemzői
A Bristol Jupiter egy klasszikus kialakítású csillagmotor volt, de újdonság volt rajta a hengerenkénti négy szelep (2 db szívó és 2 db kipufogó szelep). A hengerek acélból készültek kovácsolással, a későbbi példányokon a hengerfejet már alumínium-öntvényből készítették. A főtengely közvetlenül hajtotta meg a légcsavart.

## Alkalmazása
A Britol Jupitert elsősorban polgári repülőgépeken alkalmazták. Így beépítették az 1920-ban London és Párizs között közlekedő Handley Page HP.42 Hannibal utasszállító repülőgépbe, valamint a de Havilland Giant Moth és a de Havilland Hercules utasszállítókba.
Katonai alkalmazása kevésbé volt jelentős. A Bristol Bulldog és a Gloster Gamecock, valamint a Boulton–Paul Sidestrand közepes bombázón is használták. Több külföldi repülőgép prototípusában is alkalmazták.
A Bristol Jupiter gyártása Nagy-Britannián kívül tizennégy országban folyt. A francia Gnome–Rhône által gyártott változatot több utasszállító repülőgépen alkalmazták, és nagy mennyiségben exportálták is. Németországban a Siemens–Halske gyártotta a motort növelt teljesítményű licenc-változatát. Ezen alapult a második világháború idején még használt Bramo 323 Fanfir motor is. A Siemens–Halske által készített változatokat a Focke–Wulf A 38 utasszállító repülőgépen, valamint a Dornier Do X, Wal és Superwal repülő csónakokon alkalmazták. Japánban a Nakajima gyártotta 1924-től, és a későbbi japán tervezésű Nakajima Kotobuki motorok alapjául szolgált.
A Szovjetunió a francia Gnome–Rhône Jupiter VI gyártási jogát vásárolta meg az 1920-as évek végén és M–22 típusjellel gyártották a zaporozsjei 29. sz. gépgyárban. Ez volt a motor legnagyobb mennyiségben gyártott licenc-változata. 1930-ra a hazai gyártás felfutása miatt a Jupiter szovjetunióbeli importja már fölöslegesség vált. Az 1935-ig gyártott M–22-t többek között az I–4, I–5 és I–16 vadászrepülőgépeken alkalmaztak.
Magyarországon a Weiss Manfréd Művek az 1920-as években licenc alapján mintegy 300 darabot gyártott a Gnome-Rhône Jupiter motorokból.

## Műszaki adatok
Általános adatok

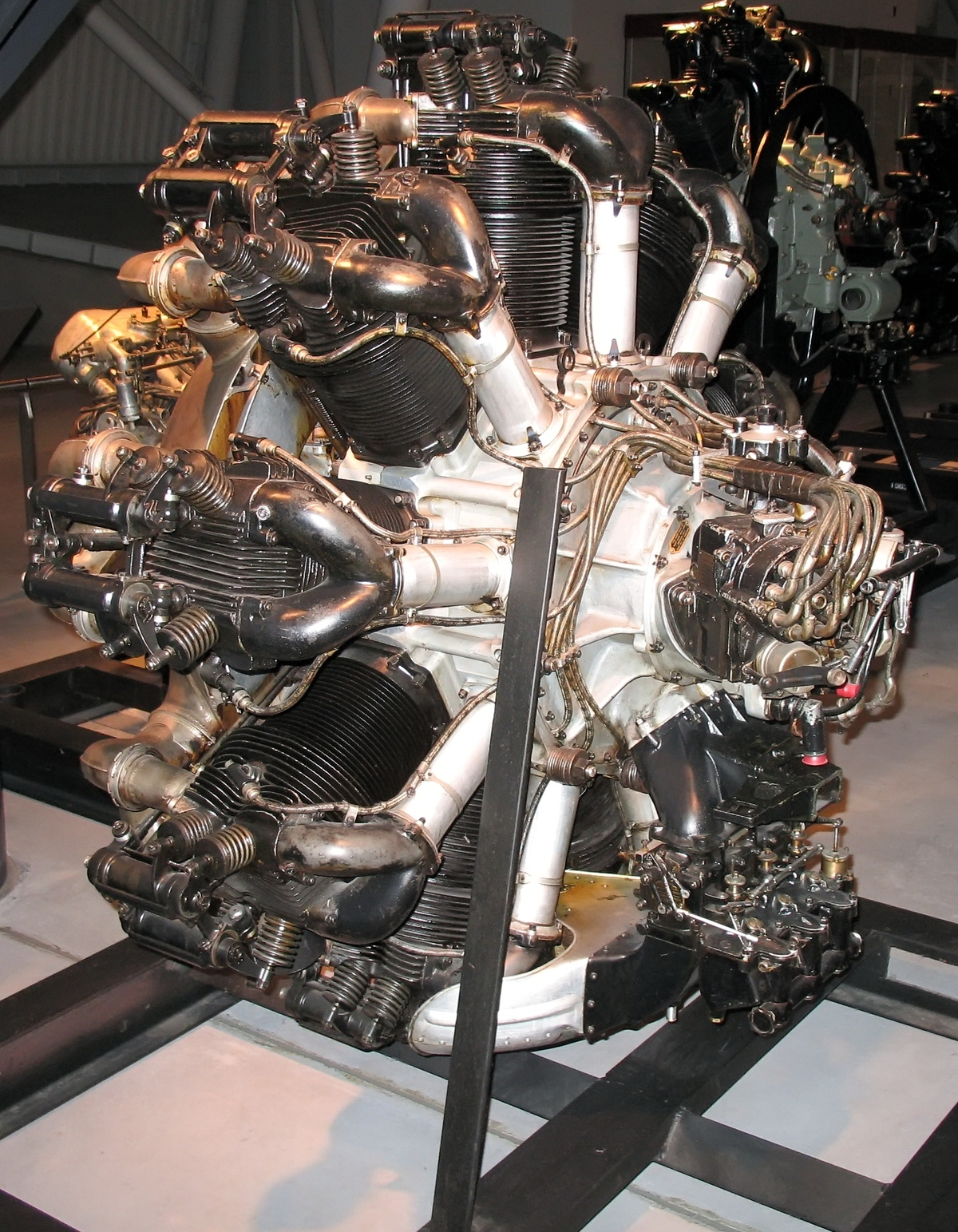
A Bristol Jupiter VIIIF változatú motor

- Típus: egykoszorús, léghűtéses, kilenc hengeres csillagmotor
- Szelepek: hengerenként négy db (kettő–kettő db szívó és kipufogó szelep)
- Kenési rendszer: olajteknő nélküli kialakítás, fogaskerekes kenőolaj-szivattyú

Tömeg- és méretadatok
- Furat: 190 mm
- Löket: 190 mm
- Hengerűrtartalom: 28,7 l
- Száraz tömeg: 330 kg

Teljesítményadatok
- Maximális teljesítmény: 325 kW (435 LE) 1575 1/perc fordulatszámon, 430 kW (580 LE) 1950 1/perc fordulatszámon
- Kompresszióviszony: 5
- Fajlagos teljesítmény: 0,98 kW/kg